# Ministério das Comunicações e Alta Tecnologia (Azerbaijão)

Logo do Ministério das Comunicações e Alta Tecnologia da República do Azerbaijão.

O Ministério das Comunicações e Alta Tecnologia (em azeri:  Аzərbаycаn Rеspubliкаsının Rabitə və Informasiya Texnologiyaları Nаzirliyi) é um agência governamental azeri vinculada ao Gabinete do Azerbaijão, encarregada da regulação do setor das comunicações e desenvolvimento de tecnologias de informação no país.

## História
O Ministério dos Transportes, Correios e Telégrafos do país foi estabelecido em 28 de maio de 1918, com a declaração de independência da República Democrática do Azerbaijão (ADR, na sigla em inglês). Seu primeiro ministro foi Khudadat bey Malik-Aslanov. Pouco depois da criação do então ministério, o governo realizou reformas administrativas e dividiu o ministério em Ministério dos Transportes e o novo Ministério do Serviço de Correios e Telégrafos. Enquanto Malik-Aslanov permaneceu Ministro dos Transportes, Agha Ashurov foi encarregado de liderar o Ministério do Serviço de Correios e Telégrafos, em 6 de outubro de 1918. Em três governos sucessivos, Aslan bey Safikurdski, Jamo bey Hajinski e J. Ildyrym serviram como ministros do Serviço de Correios e Telégrafos. Após o estabelecimento do regime soviético no Azerbaijão, em 28 de abril de 1920, o ministério foi transformado em Comissariado de Correio e Telégrafos. Desde o momento da sua criação pelas autoridades soviéticas, o setor das comunicações foi gerido diretamente pelos representantes permanentes do Ministério das Comunicações da União das Repúblicas Socialistas Soviéticas (URSS) no Azerbaijão até 1953. Após a restauração da independência do Azerbaijão, em 1991, o Ministério das Comunicações foi restabelecido.
Em 24 de fevereiro de 2004, conforme o Decreto Presidencial de Ilham Aliyev, o Ministério das Comunicações foi transformado em Ministério da Comunicação e Alta Tecnologia.

## Organização
O ministério é dirigido pelo ministro, com dois vice-ministros e um chefe da administração. As principais funções do ministério são a formulação e implementação da política de Estado único no domínio das tecnologias de comunicação e informação; regulamentação das atividades no domínio das comunicações e tecnologias da informação; estímulo da criação de novas formas de atividade econômica e social através da utilização maciça de tecnologias da informação, criação de mercados de informação; controle sobre a utilização do espectro de radiofrequência e manutenção das instalações de comunicação por satélite acima do solo; implementação de medidas necessárias para satisfazer as demandas dos órgãos estaduais, municípios, entidades físicas e jurídicas para os serviços de tecnologias de comunicação e informação. Estão, também, entre as atribuições do ministério, a manutenção e regulamentação dos correios e telégrafos, comunicações de telefone, rádio e televisão, estações e tecnologias de informação.